# John Gotti
John Gotti (Bronx, New York, 1940. október 27. – Springfield, Missouri, 2002. június 10.) az amerikai maffia tagja.

## Fiatalkora
John és Philomena Gotti ötödik gyermekeként született olasz-amerikai állampolgárként a New York külvárosában lévő Bronxban. Családja szegénységben élt. Részt vett az utcai bandák maffia szervezkedésében tizenkét évesen. Tizennégy évesen megpróbált ellopni egy építkezési betonkeverőt, de leesett, és eltörte a lábát. Ezután Fulton-Rockaway fiúk társaságában helyezkedett el, hol megalapozta maffiában lévő helyét. 1962. március 6-tól Victoria DiGiorgio férje volt, öt gyermeke született, Angel, Victoria, John, Frank és Peter.

## Életpálya
Társult a Gambino-családhoz, 1985-től átvette a vezetését. Főként Don Teflon álnéven végezte munkáját, de emlegették Don Dapper és Johnny Boy neveken is. Ő végeztette el a főbb gyilkosságokat, adócsalásokat, megakadályozta az igazságszolgáltatást, illegális szerencsejátékokat vezetett be, kábítószer-kereskedelmet folytatott, valamint adócsalásokon is kapták.

## Bebörtönzése és halála

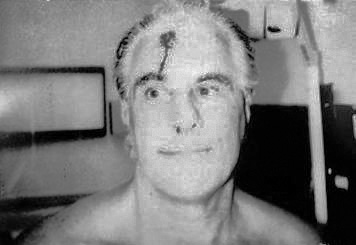
Börtönbeli bántalmazását követően.

Az FBI 1990 végétől körözte, de álnevének köszönhetően csak 1992-ben ültették le életfogytiglanival. Az Illinoisban lévő Marion Állami Fegyházban helyezték fogságba. A börtönben, ahol némileg titokban is tudta folytatni munkáját, számos bántalmazás érte. 1998-ban rákkal diagnosztizálták. Állapota utolsó évei során rohamosan romlott. A Missouri állambeli Springfieldben halt meg 61 évesen. Az egyház először nem akarta engedélyezni a keresztény módon történő temetését, de végül belement. A temetésén háromszázan vettek részt.

## Fordítás
Ez a szócikk részben vagy egészben  a   John Gotti című angol Wikipédia-szócikk fordításán alapul.  Az eredeti cikk szerkesztőit annak laptörténete sorolja fel. Ez a jelzés csupán a megfogalmazás eredetét és a szerzői jogokat jelzi, nem szolgál a cikkben szereplő információk forrásmegjelöléseként.